# Хакусан

36°30′52″ пн. ш. 136°33′56″ сх. д. / 36.51444° пн. ш. 136.56556° сх. д.
Хакуса́н (яп. 白山市, はくさんし, МФА: [hakusaɴ ɕi̥]) — місто в Японії, в префектурі Ісікава.

## Короткі відомості
Розташоване в південно-західній частині префектури, на березі Японського моря, в районі Хакусанських гір. Виникло на основі сільських поселень раннього нового часу. Засноване 1 лютого 2005 року шляхом об'єднання міста Мацутора з містечками Мікава, Цуруґі та селами Каваті, Йосінодані, Торіґое, Оґуті, Сіраміне. Основою економіки міста є сільське господарство, машинобудування, комерція. Станом на 1 квітня 2009 площа містечка становила 755,17 км². Станом на 1 липня 2011 населення містечка становило 110 165 осіб.